# Rhynchostegiella laeviseta
Rhynchostegiella laeviseta är en bladmossart som beskrevs av Brotherus 1929. Rhynchostegiella laeviseta ingår i släktet nålmossor, och familjen Brachytheciaceae. Inga underarter finns listade i Catalogue of Life.